# 미네정 (사가현)
미네정(일본어: 三根町)은 일본 사가현 미야키군에 있던 정이다.  2005년 3월 1일, 나카바루정, 기타시게야스정과 신설합병해 미야키정이 성립해, 미네정은 소멸하였다.

## 지리
정역은 나비 모양으로 형용된다. 그 중심부에 동사무소가 있고, 남부를 일급 하천 「지쿠고 강」이 흐른다.이 강이 후쿠오카현과의 현경이다.또한 전형적인 충적 평야인 쓰쿠시평야·사가 평야의 일각을 형성하고 있다.

## 역사
- 1955년 4월 1일 - 2촌이 합병해 미네촌이 탄생하였다.
- 1962년 5월 1일 - 정으로 승격해 미네정이 되었다.
- 2005년 3월 1일 - 기타시게야스정, 나카바루정과 합병해 미야키정이 되어 미네정은 폐지되었다.

## 교통

### 철도
- 규슈 여객철도
  - 나가사키 본선
  - 가고시마 본선
- 서일본 철도
  - 니시테쓰 덴진오무타선

### 도로
- 국도 제34호선
- 국도 제264호선
- 규슈 자동차도
- 나가사키 자동차도
- 오이타 자동차도